# Delfim Teixeira
Delfim, właśc. Delfim José Fernandes Rola Teixeira (ur. 5 lutego 1977 w Amarante) – piłkarz portugalski grający na pozycji defensywnego pomocnika. W swojej karierze rozegrał 1 mecz w reprezentacji Portugalii.

## Kariera klubowa
Karierę piłkarską Delfim rozpoczął w klubie Amarante FC. Następnie został zawodnikiem Boavisty Porto. W 1995 roku awansował do kadry pierwszego zespołu, a 24 marca 1996 zadebiutował w pierwszej lidze portugalskiej w wygranym 2:0 domowym meczu z SC Farense. Latem 1996 na sezon 1996/1997 został wypożyczony do drugoligowego CD Aves. W sezonie 1997/1998 ponownie grał w Boaviście.
W 1998 roku Delfim przeszedł do Sportingu. Swój debiut w nowym zespole zanotował 24 sierpnia 1998 przeciwko Vitórii Setúbal. W sezonie 1999/2000 wywalczył ze Sportingiem dublet - mistrzostwo i Puchar Portugalii.
W 2001 roku Delfim odszedł ze Sportingu do Olympique Marsylia. W Ligue 1 zadebiutował 25 sierpnia 2001 w przegranym 0:1 wyjazdowym meczu z Bastią. W sezonie 2004/2005 został wypożyczony do Moreirense FC, a w sezonie 2005/2006 ponownie grał w Olympique.
W 2006 roku Delfim przeszedł do szwajcarskiego BSC Young Boys. Po pół roku gry w lidze szwajcarskiej wrócił do Portugalii i został zawodnikiem klubu Naval 1º Maio. Zadebiutował w nim 24 lutego 2007 w meczu z CF Os Belenenses (2:3). W Naval 1º Maio grał do końca sezonu 2007/2008.
W 2008 roku Delfim podpisał kontrakt z CD Trofense, w którym po raz pierwszy wystąpił 23 sierpnia 2008 w meczu ze Sportingiem (3:1). W 2009 roku po spadku Trofense do drugiej ligi zakończył karierę.
| Sezon   | Klub               | Kraj       | Rozgrywki     | Mecze | Bramki |
| ------- | ------------------ | ---------- | ------------- | ----- | ------ |
| 1995/96 | Boavista FC        | Portugalia | Primeira Liga | 2     | 0      |
| 1996/97 | CD Aves            | Portugalia | Liga de Honra | 29    | 3      |
| 1997/98 | Boavista FC        | Portugalia | Primeira Liga | 14    | 1      |
| 1998/99 | Sporting CP        | Portugalia | Primeira Liga | 32    | 3      |
| 1999/00 | Sporting CP        | Portugalia | Primeira Liga | 17    | 3      |
| 2000/01 | Sporting CP        | Portugalia | Primeira Liga | 10    | 1      |
| 2001/02 | Olympique Marsylia | Francja    | Ligue 1       | 18    | 0      |
| 2002/03 | Olympique Marsylia | Francja    | Ligue 1       | 1     | 0      |
| 2003/04 | Olympique Marsylia | Francja    | Ligue 1       | 0     | 0      |
| 2004/05 | Moreirense FC      | Portugalia | Primeira Liga | 7     | 0      |
| 2005/06 | Olympique Marsylia | Francja    | Ligue 1       | 13    | 0      |
| 2006/07 | BSC Young Boys     | Szwajcaria | Super League  | 10    | 0      |
| 2006/07 | Naval 1º Maio      | Portugalia | Primeira Liga | 9     | 0      |
| 2007/08 | Naval 1º Maio      | Portugalia | Primeira Liga | 23    | 1      |
| 2008/09 | CD Trofense        | Portugalia | Primeira Liga | 23    | 0      |

## Kariera reprezentacyjna
Swój jedyny mecz w reprezentacji Portugalii Delfim rozegrał w 2000 roku. Mecz odbył się 15 listopada, a Portugalia pokonała wówczas Izrael 2:1. W swojej karierze grał też w reprezentacji Portugalii U-21.